# 合唱団ノース・エコー
合唱団ノース・エコーは愛知県の名古屋市にある混声合唱団。1984年に結成。名古屋市立北高等学校音楽部OBで結成したが、現在は一般合唱団として活動。団員数は78名（2016年1月現在）。

## 略歴
- 1984年 結成。
- 1999年 浅井敬壹を客演に迎え、15周年記念講演を行う。
- 2014年 コーラス・コレクションXⅤ　-創立30周年記念演奏会-を開催。

## 人物
- 長谷順二 - 名誉音楽監督。愛知県立芸術大学卒。
- 塩田秋義 - 創立者、名誉団長。
- 鈴木捺香子 - 客員ボイストレーナー。合唱団京都エコー技術顧問。